# Сподње Хлапје
Сподње Хлапје (словен. Spodnje Hlapje) је насељено место у општини Песница, Подравска регија, Словенија.

## Историја
До територијалне реорганизације у Словенији било је у саставу старе општине Песница.

## Становништво
У попису становништва из 2011. године, Сподње Хлапје је имало 106 становника.
| Број становника према пописима | Број становника према пописима | Број становника према пописима |
| ------------------------------ | ------------------------------ | ------------------------------ |
| 1991                           | 2002                           | 2011                           |
| 105                            | 98                             | 106                            |